# Gooswischengraben
Der Gooswischengraben ist ein Nebenfluss der Mühlenau in Ellerbek im schleswig-holsteinischen Kreis Pinneberg.
Er entspringt aus einem Rückhaltebecken westlich der B4 am Goosmoorpfad, weiter verläuft er Richtung Gooshornweg und weiter am Gooshornweg bis zur Mühlenau.